# Egitto (incrociatore ausiliario)
L'Egitto è stato un incrociatore ausiliario della Regia Marina, già motonave passeggeri italiana.

## Storia

### Il servizio come nave mercantile
Costruita nel 1928 nello Stabilimento Tecnico Triestino insieme alle gemelle Rodi, Egeo e Città di Bari, l'Egitto era originariamente una motonave passeggeri da 3329 (per altre fonti 3220) tonnellate di stazza lorda e 1882 tonnellate di stazza netta. Cinque stive della capienza di 4153 metri cubi permettevano una portata lorda di 2450 tonnellate, mentre nelle cabine potevano trovare posto in tutto 83 passeggeri. Un motore diesel B & W, della potenza di 1950 HP, consumando 9,3 tonnellate di carburante al giorno, azionava una singola elica, consentendo una velocità di 12,5 nodi.
Iscritta con matricola 307 al Compartimento marittimo di Venezia, la nave apparteneva inizialmente alla Puglia Società anonima di navigazione a vapore (con sede a Bari), che il 4 aprile 1932 confluì, insieme ad alcune altre compagnie di navigazione adriatiche, nella Compagnia Adriatica di Navigazione, con sede a Venezia. La società avrebbe definitivamente cambiato nome, il 1º gennaio 1937, in Adriatica Società Anonima di Navigazione.
Nei primi anni trenta si progettò di trasformare, in caso di guerra, Egeo, Egitto e Città di Bari in portaerei di scorta, progetto che rimase comunque lettera morta.
Per conto dell'Adriatica l'Egitto venne utilizzata inizialmente sulle linee numero 56 e 57, dall'Adriatico all'Egitto via Sira. Tra il 2 maggio ed il 5 luglio 1939 la motonave venne rimodernata nei cantieri di Trieste, tornando in servizio il 7 luglio sulla linea n. 54 (Adriatico-Grecia-Turchia). Successivamente la nave venne assegnata alla linea 50 dall'Adriatico all'Egitto, poi sulla 55 dall'Adriatico a Cipro ed in Palestina ed infine sulla n. 51 (Bari-Brindisi-Mar Egeo), fino al 21 giugno 1940.

### La seconda guerra mondiale

#### 1940
Come molte altre unità costruite per società statali, la nave era stata progettata per poter essere convertita, all'occorrenza, in incrociatore ausiliario. Essa rispondeva alle caratteristiche prescritte per tale impiego: tonnellaggio contenuto ma comunque sufficiente da consentire la navigazione d'altura senza problemi, velocità intorno ai 15 nodi e possibilità di essere impiegato in missioni veloci di trasporto.
All'ingresso dell'Italia nella seconda guerra mondiale, il 10 giugno 1940, l'Egitto si trovava, come altri otto tra mercantili e navi ausiliarie italiane, nel Dodecaneso. La Regia Marina pianificò il rientro in Italia di tali unità, requisendole (anche solo temporaneamente), accentrandole a Lero e facendole poi partire in tempi diversi (nell'arco di tre giorni) e navigare isolate alla volta di Brindisi, favorite anche dal maltempo, per ridurre il rischio che fossero intercettate da navi nemiche. L'Egitto (requisito a Rodi il 22 giugno 1940 per il tempo necessario al rimpatrio e derequisito dopo qualche giorno), insieme alla motonave Città di Palermo, fu la prima nave a partire, alle sei del mattino del 23 giugno, arrivando a Brindisi alle 17:30 del 23, nove ore e mezza dopo la Città di Palermo.
Dopo lavori di trasformazione svoltisi tra il 10 ed il 29 luglio a Pola, alle 9:30 del 30 luglio 1940 la motonave venne nuovamente requisita a Pola dalla Regia Marina e subito iscritta nel ruolo del naviglio ausiliario dello Stato come incrociatore ausiliario, armata con due cannoni da 120/45 mm ed otto mitragliere da 13,2 mm (per altre fonti due cannoni da 102/45 Mod. 1917 e cinque mitragliere da 13,2) e contrassegnata D 11. Analoga sorte ebbero Egeo e Città di Bari, mentre la Rodi, sorpresa dalla dichiarazione di guerra a Malta, venne immediatamente catturata. Gli incrociatori ausiliari venivano solitamente impiegati in missioni di scorta a convogli di minore importanza sulle rotte meno insidiate, nonché di trasporto truppe e materiali.

#### 1941
Il 16 giugno 1941 l'Egitto, insieme all'incrociatore ausiliario Città di Napoli, scortò da Taranto a Corinto la nave cisterna Sanandrea ed i piroscafi Berbera e Superga, aventi a bordo personale delle forze armate con varie destinazioni. Cinque giorni più tardi la nave, unitamente all'anziano cacciatorpediniere Augusto Riboty, fu di scorta al piroscafo tedesco Maritza ed alla nave cisterna Dora C. in navigazione da Patrasso a Brindisi, mentre il 27 giugno il solo Egitto scortò da Taranto a Rodi il piroscafo Sagitta, con un carico di 4737 tonnellate di materiali delle forze armate, merci e derrate per la popolazione civile.
Il 6 luglio l'incrociatore ausiliario scortò da Brindisi a Patrasso la motonave Carlotta (che proseguì per Rodi) e il piroscafo Rinucci, con materiali e merci di vario genere. Due giorni più tardi la nave, insieme alla torpediniera Cassiopea, fu di scorta alle motonavi Città di Agrigento e Città di Trapani, che trasportavano personale e materiale militare, sulla rotta Valona-Corinto, mentre l'11 luglio scortò da Patrasso a Taranto, da sola, il piroscafo tedesco Thessalia. Il 14 dello stesso mese l'Egitto scortò da Brindisi a Patrasso i piroscafi Monstella, con un carico di materiali vari, e Dubac (quest'ultimo diretto a Rodi), con materiale militare e provviste per la popolazione civile. Il 21 luglio l'incrociatore ausiliario fu di scorta ai piroscafi tedeschi Tinos e Bolsena, in navigazione da Patrasso a Taranto con personale e materiale della Wehrmacht.
Il 3 agosto l'Egitto scortò da Catania a Patrasso i piroscafi germanici Bolsena, Tinos, Trapani e Procida, carichi di materiali e personale delle forze armate tedesche, e quattro giorni dopo fu di scorta ad altri due piroscafi tedeschi con analogo carico, il Livorno ed il Maritza, sulla rotta inversa. Il 29 agosto l'unità scortò da Patrasso a Brindisi la motonave Città di Bergamo ed il piroscafo Pasubio, aventi a bordo truppe ed operai specializzati che rimpatriavano. Il 16 settembre l'Egitto fu di scorta ai piroscafi Padenna (diretto a Rodi) ed Ivorea, con un carico di carburante e altri rifornimenti, da Brindisi a Patrasso, mentre tre giorni dopo la nave scortò da Patrasso a Brindisi il piroscafo Vesta con 800 militari che rimpatriavano.
Il 20 dicembre 1941 l'incrociatore ausiliario scortò da Taranto ad Argostoli la motonave Città di Marsala, con personale del Regio Esercito e rifornimenti. Due giorni più tardi la nave, al comando del capitano di corvetta Stagnaro, scortò di nuovo la Città di Marsala, da Taranto a Navarino, mentre il 30 dicembre, alle otto del mattino, lasciò Patrasso diretta a Taranto per scortarvi la nave cisterna rumena (in servizio per la Germania) Campina. Alle 15:04, dopo aver doppiato Capo San Nicolò, l'Egitto fece rotta verso il punto 38°34'15" N e 20°37'30" E, dove avrebbe dovuto gettare due cariche di profondità a scopo dissuasivo. Il convoglio, a poppavia del quale ne procedeva un altro composto dai piroscafi Iseo e Capo Orso e scortato dalla torpediniera Pegaso (secondo alcune fonti a tale convoglio, in navigazione da Patrasso a Brindisi, si sarebbero dovuti unire Egitto e Campina) e dalla motovedetta Spanedda della Regia Guardia di Finanza (per altre fonti la Spanedda scortava la Campina insieme all'Egitto), era preceduto a prua da un idrovolante CANT Z.501 con compiti di esplorazione antisommergibile, e due cacciasommergibili tedeschi, provenienti da nord, avrebbero rinforzato la scorta dopo Capo Dukato. Raggiunto il punto prefissato alle 16:35, il convoglio manovrò per portarsi sulla rotta d'altura, e l'Egitto, dopo aver messo le macchine avanti tutta ed aver oltrepassato sulla dritta i due cacciasommergibili tedeschi in arrivo, accostò in modo da allontanarsi dalla rotta e gettare le due bombe di profondità, ma a questo punto, alle 16:45 (o 16:35), la Campina fu colpita da un siluro sul lato di dritta, all'altezza della plancia: l'arma era stata lanciata dal sommergibile britannico Thorn. Questi, avvistati in superficie l'Egitto e la Campina alle 16:08, in posizione 38°37' N e 20°28' E, con rilevamento 135°, rotta 290° ed alla distanza di poco meno di 12.000 metri, si era subito immerso rapidamente e alle 16:41 aveva lanciato sei siluri da meno di 1300 metri, contro la Campina, avvertendo tre esplosioni un minuto e mezzo dopo il lancio. L'Egitto accostò a dritta per raggiungere il punto in cui si trovava l'unità avversaria, buttando subito una bomba di profondità e lanciando il segnale di scoperta. Pochi attimi più tardi, tuttavia, la Campina venne colpita da un secondo siluro, stavolta sul lato sinistro: ciò portò il comandante Stagnaro a pensare che i sommergibili fossero due, e pertanto, dato che da est (verso terra) stavano arrivando i due cacciasommergibili tedeschi, gettando cariche di profondità, l'incrociatore ausiliario si portò sul lato opposto, verso il mare, alla sinistra della petroliera, procedendo anch'esso al lancio di bombe di profondità. Anche la Pegaso, che si trovava più a sud, dopo aver sentito le esplosioni, si separò dal proprio convoglio, mise le macchine avanti tutta ed arrivò sul posto del siluramento, iniziando a gettare a sua volta bombe a poppavia e sulla dritta della Campina. Entro pochi minuti dal siluramento, l'Egitto, la Pegaso ed i due cacciasommergibili tedeschi setacciarono il mare tutt'intorno alla Campina, effettuando numerosi passaggi con lancio di cariche di profondità. Anche la Spanedda partecipò alla caccia, sparando quattro colpi contro il periscopio del sommergibile e gettando dieci bombe di profondità. La nave cisterna, nel frattempo, dopo essere fortemente sbandata sulla dritta e aver poi ridotto tale sbandamento, andò sempre più abbassandosi sull'acqua, e calò da poppa una scialuppa, che si allontanò dalla nave. L'Egitto mise la prua in fuori e rallentò per il tempo necessario a calare la motobarca ed una lancia con un ufficiale, per completare il salvataggio dei naufraghi, poi, non appena le due imbarcazioni si furono staccate, riprese la ricerca e gli attacchi con bombe di profondità. A partire dalle 16:46 le unità della scorta gettarono in tutto 61 bombe di profondità, ma nessuna esplose vicino al Thorn. La Campina affondò alle 17:15 miglia ad ovest (od a sud) di Capo Dukato (Isola di Santa Maura), in posizione 38°35' N e 20°27' E , dopo di che la Pegaso tornò al proprio convoglio, l'Egitto ispezionò la zona dell'affondamento ed i due cacciasommergibili parteciparono al recupero dei superstiti. Terminate le operazioni di salvataggio (furono recuperati tutti gli uomini della Campina ad eccezione di un fuochista, disperso, mentre alcuni altri naufraghi risultarono feriti) l'incrociatore ausiliario raggiunse Taranto.

#### 1942
Il 7 febbraio 1942 l'Egitto scortò da Brindisi a Corfù, unitamente alla vecchia torpediniera Francesco Stocco, i piroscafi Vesta ed Hermada, con truppe e rifornimenti, mentre l'indomani, insieme a Stocco e Città di Napoli e ad altre due torpediniere, la Generale Carlo Montanari e l'Antares, scortò da Corfù a Patrasso un convoglio composto dalla motonave Città di Bergamo e dai piroscafi da carico Potestas, Volodda, Vesta, Mameli, Hermada, Rosario e Salvatore. Il 14 febbraio l'incrociatore ausiliario scortò da Patrasso a Corfù, insieme alla torpediniera Angelo Bassini, il piroscafo tedesco Bellona e la nave cisterna rumena Balkan, mentre il giorno seguente Egitto e Bassini furono di scorta ai due stessi mercantili da Corfù a Brindisi.
Il 1º marzo 1942 l'Egitto (ancora al comando del capitano di corvetta Andrea Stagnaro) lasciò Messina diretto a Taranto, di scorta al mercantile Alessiana. Alle 5:30 (o 5:40) di quel giorno, subito dopo aver ricevuto dal semaforo di Taranto l'ordine di entrare nel porto mercantile e tenersi pronto entro ventiquattr'ore, l'incrociatore ausiliario urtò una mina. Scossa dall'esplosione, la nave sbandò immediatamente, causando altre due esplosioni in rapida successione (in pochi secondi): alla seconda detonazione il pozzo di prua risultava già sott'acqua, e la terza, la più potente, provocò l'inabissamento della nave nel giro di alcuni secondi, ad un miglio dalle ostruzioni di Taranto. Per la rapidità dell'affondamento l'ordine di abbandonare la nave non poté essere dato, e solo quanti si trovavano in coperta per le manovre ed il carico ebbero il tempo di gettarsi in acqua. Aggrappati a zatterini e rottami (le scialuppe erano state lanciate in aria e distrutte dagli scoppi), i superstiti dovettero attendere tre ore (durante le quali alcuni morirono d'ipotermia od annegarono nel mare grosso, sferzato da forte vento) prima che giungesse sul posto una scialuppa dell'Alessiana, che trasse in salvo 18 superstiti. Altri otto naufraghi, tra i quali il comandante Stagnaro, vennero tratti in salvo dall'unità pilota Francesco Rismondo e da alcuni pescherecci.
A fronte di 26 superstiti (17 dell'equipaggio civile e 9 di quello militare), risultarono morti o dispersi 16 membri dell'equipaggio civile (tre morti accertati e tredici dispersi) e la quasi totalità di quello militare.